# Esmeralda (telenovela)
Esmeralda è una telenovela messicana del 1997, prodotta da Televisa e con protagonisti Leticia Calderón e Fernando Colunga.

## Trama
Durante una notte di tempesta, in un paesino di campagna, due donne partoriscono. La prima è una povera contadina vedova che mette al mondo un figlio maschio e muore poco dopo averlo dato alla luce. La seconda è Bianca Peñareal, moglie di Rodolfo, un uomo molto ricco e potente, orgoglioso e severo che vuole avere a tutti costi un figlio maschio. Egli è padrone di una grande casa in quel paesino di campagna ma in realtà vive a Città del Messico. Le due donne vengono assistite durante il parto da Dominga una donna molto povera, considerata una sorta di maga in quanto sa leggere il futuro con le carte. Dominga viene chiamata, dopo aver aiutato la prima donna, dalla famiglia Peñareal e aiuta Bianca a partorire una bambina che sembra nata morta. 
Cristiana, domestica della famiglia Peñareal supplica Dominga di scambiare i due bambini e quindi di portare in casa il bambino rimasto orfano e in cambio le dà un paio di orecchini di smeraldo appartenuti alla famiglia Peñareal da generazioni. Lo scambio viene effettuato, nessuno si accorge di niente, neanche Bianca che dopo aver partorito si addormenta. Tuttavia appena Dominga torna nella sua baracca pronta a seppellire la donna morta di parto e la bambina dei Peñareal, quest'ultima emette un gemito e inizia a piangere, così Dominga si accorge che la bambina in realtà è viva, seppur cieca, ma non può riportarla dai suoi genitori in quanto l'avrebbero fatta arrestare. Così decide di tacere e di tenere la bambina con sé dandole il nome di Esmeralda, sia per gli orecchini di smeraldo avuti dalla famiglia Peñareal, sia per il colore dei suoi occhi verdi che però non riescono a vedere. 
Dopo alcuni anni la baracca di Dominga prende fuoco, la donna riesce a salvarsi, ma Esmeralda non potendo vedere rimane intrappolata. Allora il medico del paese Lucio Malaver salva la bambina, procurandosi però un'ustione molto grave sul volto che lo sfigura per sempre. Esmeralda cresce, diventa sempre più bella e Lucio si innamora di lei, la istruisce, le insegna molte cose e pensa che Esmeralda un giorno potrà innamorarsi di lui anche perché non riesce a vedere il suo viso sfigurato perché è cieca. 
Nel frattempo il bambino che Dominga aveva scambiato, prende il nome di Giulio Armando, viene cresciuto dai Peñareal, che nel frattempo si trasferiscono dalla campagna a Città del Messico, e nessuno immagina che non si tratti del loro figlio, tranne Bianca che un giorno viene a sapere la verità da Cristiana, anche se in realtà nessuno può sapere che la loro vera figlia è viva. Giulio Armando diventa un bel ragazzo, e si laurea in Medicina. È nel frattempo fidanzato con sua cugina Graziella, per volere dei familiari, soprattutto di Fatima, madre di Graziella che vuole questa unione solo per far ereditare a sua figlia la fortuna dei Peñareal. 
Dopo la laurea di Giulio Armando, la famiglia Peñareal torna nella residenza in campagna per un breve soggiorno di riposo e vacanza. È qui che Giulio Armando ed Esmeralda si incontrano e per uno scherzo del destino si innamorano. Anche Graziella si innamora di un ragazzo di umili origini, Adriano, fattore della casa di campagna dei Peñareal. I coniugi Peñareal non approvano la relazione tra Giulio Armando e "la cieca", così come Fatima non approva la relazione tra Graziella e Adriano. Giulio Armando sposa Esmeralda in gran segreto, e successivamente consuma con lei il matrimonio vicino alla cascata, il luogo del loro primo incontro. 
Rodolfo Peñareal dopo esser venuto a conoscenza del matrimonio va su tutte le furie e, approfittando dell'assenza di Giulio Armando, consegna Esmeralda al dottor Lucio Malaver, sapendo della passione insana che egli provava per la ragazza. Lucio tiene prigioniera Esmeralda e le confessa il suo amore. Esmeralda sviene e al suo risveglio Lucio le fa credere di averla violentata. Giulio Armando torna e salva Esmeralda. La ragazza così, come moglie di Giulio Armando va a vivere nella lussuosa casa di campagna e qui scopre di essere incinta. Tormentata e disperata rivela a Giulio Armando la violenza subita e il fatto che il bambino che porta in grembo potrebbe non essere suo. Il ragazzo non sopporta una cosa simile e le chiede di abortire ma lei si rifiuta. I due così divorziano. 
Nel frattempo Cristiana e Dominga non resistono e rivelano finalmente il segreto alla famiglia Peñareal: Esmeralda è la loro figlia e Giulio Armando è figlio di contadini di umili origini che lavoravano per la famiglia. Rodolfo non riesce ad accettare la notizia essendo molto orgoglioso, e continua a considerare Giulio Armando il suo unico figlio, ma nel profondo si sente in colpa per quello che ha causato ad Esmeralda. Bianca invece, contenta di sapere che sua figlia, che credeva morta, è al contrario viva, si mostra affettuosa e disponibile con lei.
Esmeralda, così come Giulio Armando, si trasferisce a Città del Messico per sfuggire a Lucio e qui mette alla luce suo figlio Giulio Rodolfo. Poco dopo si fa operare dal dottor Alvaro Lascano e riesce finalmente a vedere. Giulio Armando, ignaro di tutto, si fidanza con Georgina Perez Montalvo, figlia di un dottore molto famoso. Esmeralda comprendendo di non avere più nessuna speranza con Giulio Armando e si fidanza con il dottor Lascano che l'ama profondamente, pur non essendo innamorata di lui. 
In seguito Rodolfo Peñareal mette da parte l'orgoglio e accetta Esmeralda come sua figlia e Giulio Rodolfo come suo nipote. Nel frattempo anche Adriano, si trasferisce in città per seguire Graziella Peñareal. Quest'ultima pur amandolo si sposa con Emiliano Malverde, uomo ricco e potente, solo per obbedire a sua madre Fatima. Adriano così si fidanza con Aurora, una ragazza che abita con Esmeralda e diventa autista della famiglia Peñareal. 
Esmeralda poi diventa infermiera e lavora nello stesso ospedale in cui Giulio Armando esercita la professione di dottore: l'ospedale di proprietà del dottor Perez Montalvo, padre di Georgina. I due inevitabilmente si incontrano, Esmeralda vede così la sua immagine per la prima volta. Pur essendo fidanzati i due continuano ad amarsi, ma non ammettendolo. Giulio Armando vede il bambino di Esmeralda, visitandolo per puro caso, e inizia a pensare che possa essere realmente suo figlio. Questo suscita la gelosia di Georgina che chiama Lucio Malaver e fa sì che egli rivendichi il suo diritto di padre. 
Nel frattempo il marito di Graziella muore ed ella rifiuta l'eredità di quest'ultimo affermando di aver sempre amato un uomo di rango inferiore suscitando l'ira di sua madre. Graziella e Fatima vanno a vivere nella casa dei Peñareal, dove Adriano lavora come autista. Graziella lo supplica di tornare con lei ma egli rifiuta (anche se l'ama) perché ha ormai promesso di sposare Aurora. Così Graziella si suicida e al momento della sua morte Fatima si pente del male che ha fatto a sua figlia e chiede scusa ad Adriano. 
Durante l'intervento di plastica facciale di Lucio il dottor Perez Montalvo viene colto da malore e Giulio Armando continua l'intervento al suo posto. Successivamente Lucio dopo aver tentato nuovamente di abusare di Esmeralda, ha un infarto e viene portato in ospedale. Qui in fin di vita rivela a Giulio Armando di non aver mai violentato Esmeralda, e che Georgina era stata sua complice. Giulio Armando chiede perdono ad Esmeralda ma lei offesa decide di sposare Alvaro Lascano. 
Il matrimonio viene rimandato perché Giulio Armando cade da cavallo e perde la vista. Alvaro si rende conto che Esmeralda è ancora innamorata di Giulio Armando e rinuncia a lei. Esmeralda torna in campagna da Giulio Armando e si concilia con lui. Giulio Armando prendendo il figlio in braccio riacquista la vista per la felicità di essere padre. I due possono così risposarsi e crescere insieme il loro bambino.

## Curiosità
- La telenovela è il remake della celeberrima Topazio, produzione venezuelana degli anni ottanta, con Grecia Colmenares e Víctor Cámara.